# Bayreuth 1
Bayreuth 1 - album muzyczny Joachima Witta (znanego też jako Witt), wydany w 1998.

## Lista utworów
1. "Das jüngste Gericht" - 4:05
2. "Das geht Tief" - 5:28
3. "Träume, die kein Wind verweht" - 4:22
4. "Die Flut" - 5:41
5. "Wintermärz" - 5:28
6. "Treibjagd" - 4:29
7. "Trauma" - 4:00
8. "Morgenstern" - 4:07
9. "Und... ich lauf" - 4:39
10. "Liebe und Zorn" - 5:18
11. "Venusmond" - 4:16